# Kachovka vattenkraftverk
Kachovka vattenkraftverk (ukrainska: Каховська ГЕС: Kachovska HES; Hidroelektrostantsija) var ett ukrainskt vattenkraftverk i Dnepr vid staden Nova Kachovka i Cherson oblast. Det hade en effekt på 357 megawatt och var färdigbyggt 1956. En sluss ledde fartygstrafiken förbi anläggningen.
Dammbyggnaden skapade den 240 kilometer långa och upp till 23 kilometer breda Kachovkareservoaren, som med sin yta på 2 150 km² och ett medeldjup på omkring 8,4 meter rymde 18,2 km³ vatten. Kachovkareservoaren var det sjätte och nedersta vattenmagasinet längs Dneprs lopp.
Reservoaren användes också för konstbevattning. Vattnet leddes via Norra Krimkanalen längs Krimhalvöns norra kust till Kertj och stod innan den ryska annekteringen av Krim 2014 för nära 90 procent av dess färskvattenbehov.

## Dammen förstörs 2023
Under natten till 6 juni 2023 skadades dammen och stora mängder vatten forsade ut ur reservoaren. Boende nedströms dammen uppmanades av både ukrainska och ryska myndigheter att evakuera. De humanitära och ekonomiska skadorna bedöms vara avsevärda. 

## Bilder

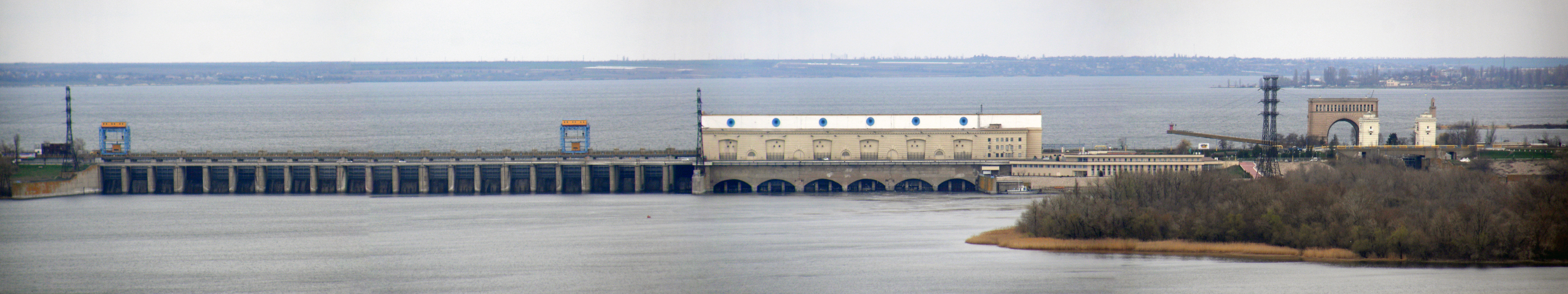
Kachovka vattenkraftverk, 2015.